# Earl Barron
Earl Daniel Barron, Jr. (Clarksdale, 14 de agosto de 1981) é um basquetebolista profissional norte-americano, atualmente joga no Fubon Braves da Super Basketball League em Taiwan.